# 한국쓰리엠
한국쓰리엠(영어: 3M Korea)은 1977년 9월 미국 3M사와 두산그룹의 합작으로 창립되었으며, 1996년 미국 3M사가 두산그룹의 지분(49%)를 전액 인수하면서 100% 미국 3M의 자회사가 되었습니다.